# Eremo di Santa Maria a Castello
L'eremo di Santa Maria a Castello o di Fossalupara, dal 2024 Santuario di Santa Maria a Castello, era un castello dell'VIII secolo nel Comune di Castel San Giorgio in Provincia di Salerno che intorno al 1300 divenne un eremo. L'edificio sorge sulla collina di Sant'Apollinare, a circa 267 metri s.l.m., nella frazione di Trivio, fra Codola Vecchia e il palazzo baronale di Paterno, ed è di proprietà della Parrocchia di San Biagio di Lanzara.

## Storia

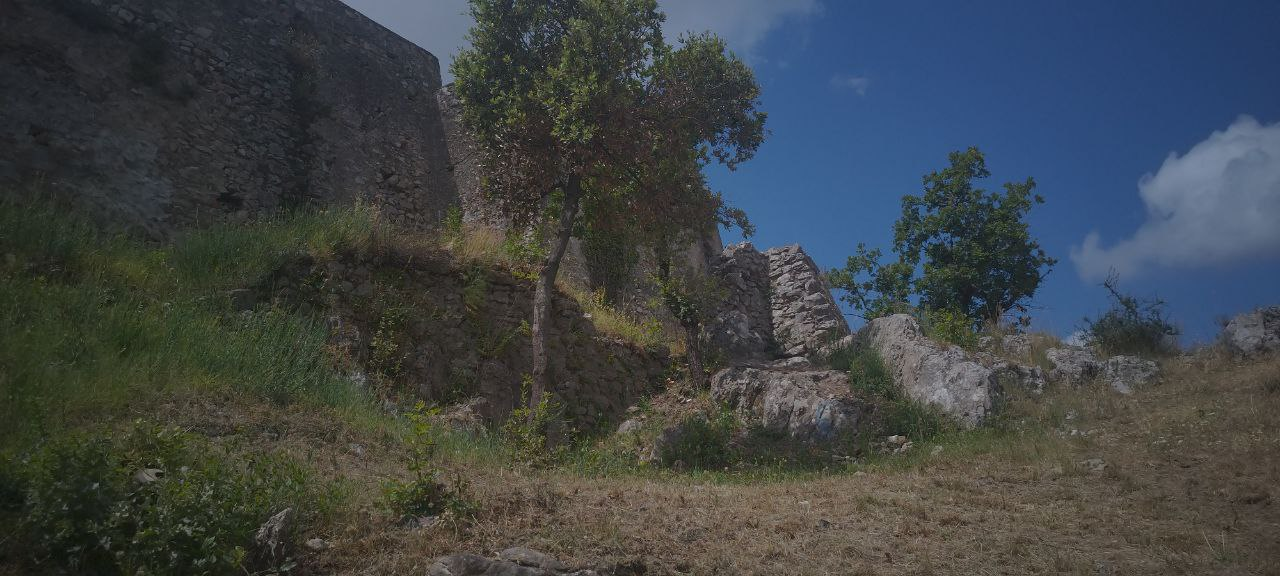
Resti del castello di Fractanova

Probabilmente l'area antistante il castello era già urbanizzata intorno al IV-III a.C. Una serie di ritrovamenti archeologici, in particolare di vasellame di terracotta e monete di bronzo, nonché i resti di antiche mura di edifici, tutt’ora visibili, lascerebbero ipotizzare che in quest’area sorgesse «un Santuario di età preromana probabilmente dedicato al Dio Mercurio». Le fonti documentarie, come la platea del Santuario di Materdomini (XIII secolo), attestano inoltre che sull’altura di Sant’Apollinare sorgeva un'antica città, denominata Fractanova, che fu distrutta dalle fondamenta «propter peccatum ipsius». Comunemente si ritiene che Fractanova fu fondata da alcuni abitanti di Pompei scampati all’eruzione del Vesuvio del 79 d.C.. Tuttavia, i recenti ritrovamenti archeologici hanno permesso di retrodatare l’origine della città all’epoca preromana.
Il castello di Fossalupara fu fondato tra il 758 e il 786 per volontà del principe Arechi II di Benevento, che munì la valle di Sanseverino di un articolato sistema di fortificazioni per proteggere Benevento da una possibile invasione dei Franchi e dalle incursioni dei saraceni. All'interno di questa rete difensiva il castello di Lanzara ricopriva un'importante funzione strategica, in quanto presidiava la via Popilia, l’unica strada di accesso al territorio beneventano, nei pressi della gola nota come Passo dell'Orco.
La costruzione del castello era ormai già ultimata intorno al 794 ed è da ritenere che «il principe Arechi II contemporaneamente con la costruzione del castello fece edificare una cappella in onore di San Gregorio Magno». Tuttavia, la prima notizia del santuario religioso si rintraccia in un atto di donazione del 990, che menziona una «ecclesia vocabulum sancte Marie, que edificata est in eodem loco apus monte propinquo ipso castello». Nella prima metà dell'XI secolo la fortezza, persa la sua funzione difensiva, venne abbandonata e nel novembre del 1081 fu donata da Ruggero I Sanseverino ai monaci benedettini della Badia di Cava de' Tirreni.
Intorno al 1300 il castello per volere di Carlo II d'Angiò passò sotto la tutela dei frati Umiliati di Materdomini, chiamati anche "preti bianchi", i quali,  sui resti della precedente fortezza, fondarono un eremo, ampliandolo nel 1586 con la costruzione della "foresteria" antica. Agli Umiliati nel 1631 subentrarono i Monaci Basiliani: nel 1653 l'eremo ospitava ormai soltanto tre monaci, tra cui due sacerdoti. La chiesa fu quindi soppressa con decreto arcivescovile del 10 giugno del 1653 e con un altro decreto del 6 aprile del 1654 il convento, con la chiesa e le rendite, venne assegnato al parroco di San Biagio di Lanzara.
Nel 1947 l'artista romano Canale, visitando la chiesa dell'Eremo, scoprì un affresco del 1300 raffigurante una madonna con bambino, coperto da altre pitture più recenti, che a seguito di un lavoro di restauro è stato portato definitivamente alla luce nel 1950.
Il 10 luglio 2024 l'eremo è stato elevato a santuario. Poco prima è stata restaurata e riaperta la Cappella di San Gregorio.

## Descrizione

### Esterno
Il castello è circondato da mura alte e spesse in stile longobardo e predomina l'altopiano di Sant'Apollinare. Dalla sua sommità è possibile ammirare un ampio panorama: il lato settentrionale, partendo dalla Valle del Sarno, guarda verso Napoli, il Vesuvio e l’isola di Ischia; il lato occidentale verso la città di Nocera Inferiore e la catena dei Monti Lattari; il lato meridionale verso la città di Cava dei Tirreni e il Monte S. Adiutore; il lato orientale è rivolto verso la città di Mercato San Severino, l’Università di Salerno e la catena dei monti Calvanico.

### Interno
Il castello ha una struttura «a pianta quadrangolare con maschi angolari a pianta quadrata». L'edificio principale è articolato su due piani: il piano terra comprende quattro grandi stanze e il cortiletto con cisterna, il santuario di Santa Maria della Grazia con tre altari e annessa sagrestia e campanile; il piano superiore è composto da altre tre stanze e altrettante terrazze; vi è inoltre un sotterraneo con altre quattro stanze. Di fronte all’entrata dell’Eremo è presente un altro edificio, detto “foresteria”, comprensivo di due locali a piano terra, un'altra cisterna, un camerino e un cortiletto interno con una scala che porta a due stanze superiori: una sala da pranzo e una cucina.

#### Chiesa di Santa Maria della Grazia

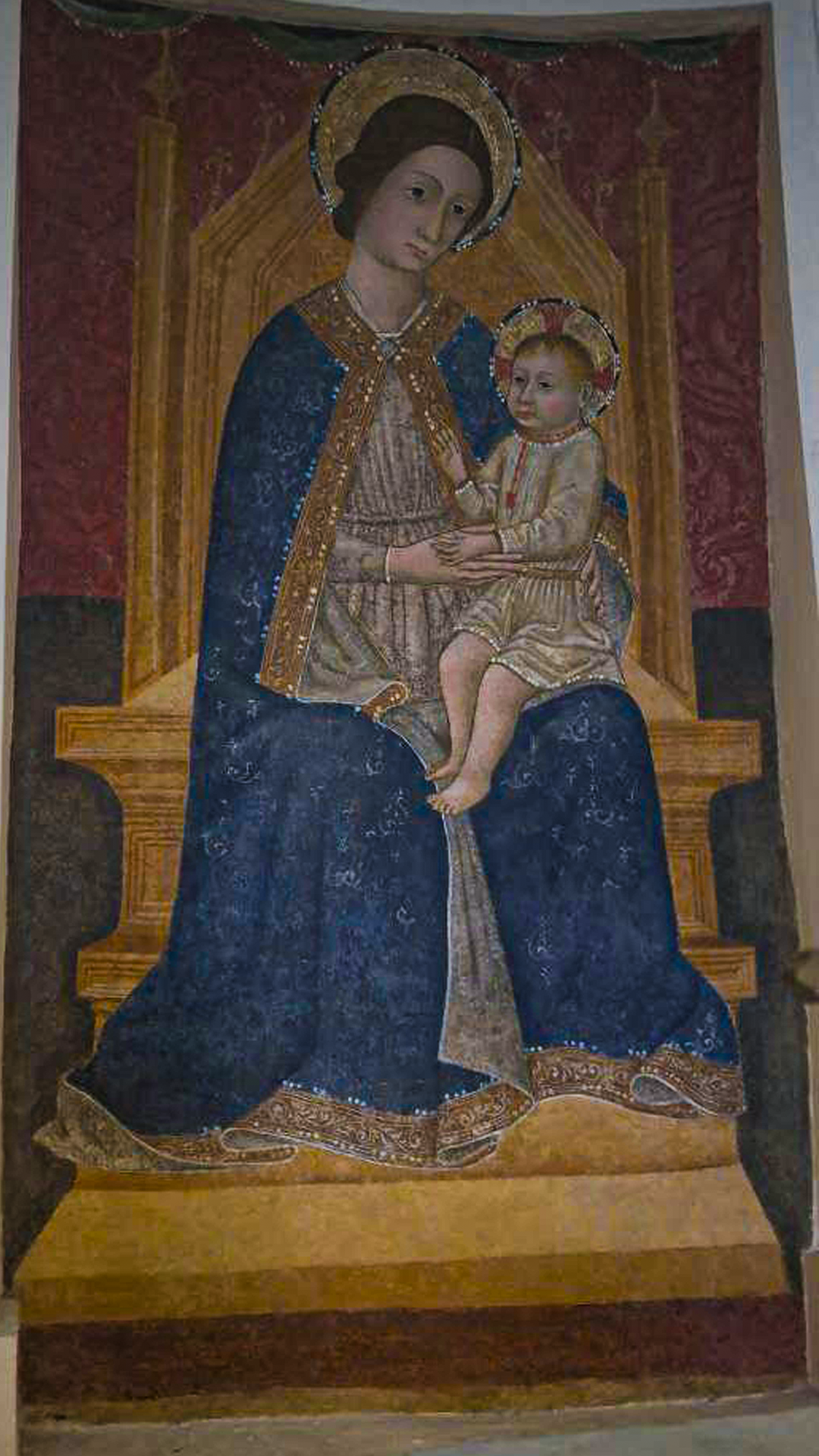
Affresco della Madonna in trono col Bambino

«La chiesa, restaurata nel 2015, è a pianta rettangolare, coperta con volta a botte policentrica. Sulle pareti laterali vi sono due altari in stucco di gusto barocco, preceduti da un gradino. Barocco, del resto, è tutto l'apparato decorativo, con cornici aggettanti e volute. Il pavimento è a riggiole napoletane in maiolica bianca, blu e marrone. Sull'altare Maggiore racchiusa in una nicchia ottocentesca si trova l'affresco trecentesco, dell'icona della Madonna del Castello seduta su una sedia con il Celeste Bambino tra le braccia. L'esterno della chiesa è semplice: presenta un portale centrale rettangolare in pietra; l'intonaco liscio sulla facciata principale e frattazzato su quella laterale. Il tetto a capriata è costituito da una volta a botte, la linea di colmo, con chiave di volta, rialzata di forma cubica (anno 1904) che sorregge la croce con terminazioni trilobe. Alla chiesa è addossato un campanile a pianta quadrata, in muratura di tufo duro di Nola».